# Uma Abelha na Chuva
Uma Abelha na Chuva é um filme dramático português de 1971, realizado por Fernando Lopes que também escreveu o argumento adaptando o romance homónimo do escritor neo-realista Carlos de Oliveira. Protagonizada por Laura Soveral, como Maria dos Prazeres, e João Guedes, interpretando Álvaro Silvestre, a longa-metragem encena um Portugal rural no final da década de 60, desencantado, sombrio e abalado por um crime.
O filme é uma das principais obras do Novo Cinema que, assimilando aspetos da linguagem dos vanguardistas franceses da Nouvelle Vague, se mantém na tradição da crítica social, iniciada no cinema português por Manuel Guimarães. Após a antestreia em 1971, estreou comercialmente em Portugal a 13 de abril de 1972.

## Enredo
Um universo rural imobilista e opressivo, quebrado por ausências, desencontros ou silêncios, dominado socialmente por um casal: Maria dos Prazeres e Álvaro Silvestre. Porém, a sua relação está longe de ser um modelo de felicidade. Álvaro Silvestre é um rude camponês e Maria dos Prazeres uma decadente aristocrata que sente desprezo pelo marido. Refugia-se no teatro e nos romances que reconta para as amigas. Álvaro sente-se impotente diante da esposa, a quem só consegue enfrentar quando alcoolizado. Na verdade, entre recalcamentos, compromissos e omissões, os dois conseguem manter uma ilusão de unidade que se desfaz perante as discórdias que não se podem mais conter. Inicia-se um jogo de conflitos, amarguras, desejos, paixões e fraquezas.
Certo dia, Álvaro escuta na cozinha comentários maliciosos sobre o olhar que sua esposa lança ao cocheiro Jacinto. No entanto, Jacinto está apaixonado por Clara, empregada do casal e filha do Mestre António. Mestre António, tem outros planos para a filha, pretendendo um casamento que o possibilitará salvar da ruína económica, com um agricultor de posses e não com Jacinto. A sua decisão toma prumo quando Álvaro, enciumado, se vinga da esposa contando a Mestre António que vira a sua filha com Jacinto. Mestre António manipula um outro empregado, Marcelo, também com interesses em Clara, de modo a matar Jacinto. Depois de se desfazerem do cadáver, Marcelo é morto quando tentava fugir.

## Elenco
- Laura Soveral, como D. Maria dos Prazeres.[7]
- João Guedes, como Álvaro Silvestre.
- Zita Duarte, como Clara.
- Ruy Furtado, como Mestre António.
- Carlos Ferreira, como Marcelo.
- Adriano Reys, como Jacinto, o cocheiro.
- Genny Frias
- Fernando de Oliveira, como Medeiros, o diretor do Jornal Comarca de Corgos.
- Companhia de Teatro Desmontável de Rafael de Oliveira, representando uma Cena de Amor de Perdição de Camilo Castelo Branco.

## Produção

### Desenvolvimento
Fernando Lopes decide iniciar um projeto para a sua primeira longa-metragem de ficção após ter estagiado durante três meses em Hollywood. O realizador decide adaptar o romance clássico da literatura portuguesa Uma Abelha na Chuva de Carlos de Oliveira. O argumento do filme foi escrito por Fernando Lopes em colaboração o autor do romance. Na sua abordagem ao guião, Lopes procurou evitar um destaque no contexto rural português: "Vivi na província até relativamente tarde e, ainda hoje, as pessoas mais chegadas da minha família são camponeses pobres. Talvez por isso, o ter procurado fugir, o mais que me era possível, a uma representação muito naturalista da realidade rural portuguesa, porque tive medo de cair num certo tipo de demagogia visual."
Iniciada em 1968, Uma Abelha na Chuva é uma produção portuguesa, desenvolvida pela companhia de produção Média Filmes e produzida por Fernando Matos Silva, com um orçamento de 800 contos. Devido a problemas de produção e constrangimentos financeiros, o filme precisou de quatro anos para ser finalizado, tendo ficado pronto para ser exibido em agosto de 1971.

### Rodagem
Uma Abelha na Chuva começou a ser filmado em junho de 1968 e terminou a julho de 1969. Foi realizado na Região Centro, nomeadamente na cidade da Figueira da Foz, cidade não muito distante da vila de Maçãs de Dona Maria, a terra natal de Fernando Lopes. Para além dos cenários da cidade, outros exteriores foram filmados na Quinta da Foja, Gândara dos Olivais e Tocha. Segundo o “Suplemento Literário” do jornal Diário de Lisboa publicado em 7 de abril de 1972, foi revelado um total de onze mil metros de fita durante a rodagem do filme. O mesmo artigo destaca os constrangimentos financeiros da produção, que levariam a que os membros da equipa técnica e artística recebessem uma média de cem escudos por semana de rodagem na Figueira da Foz.

### Montagem
Após o término de rodagem, o processo de montagem demoraria mais de um ano, no qual Fernando Lopes contou com a assistência de Maria Beatriz. De acordo com José Manuel Costa, o realizador considerava a fase de montagem uma pedra de toque da ficção cinematográfica e usou este tempo “Instigado por esse desejo de rutura com a transparência ou o naturalismo americano. Este processo culminou em duas cópias para circulação comercial em agosto de 1971.

## Temas e estilo
A longa-metragem faz uso de uma narrativa forte, não-linear, muito próxima do cinema francês dos anos 60. Destaca as três classes que formavam o meio rural português da época: o povo, a aristocracia e a burguesia. Mostra por um lado o antigo estilo de vida do solar e a pobreza circundante dos trabalhadores, por outro lado a decadente aristocracia e a sua incapacidade de se libertar das suas hierarquias tradicionais e encontrar uma convivência humana. Especificamente, a narrativa é determinada pelo cruzamento de duas histórias paralelas: de um lado, um universo de repetição e de amores reprimidos, centrado em Maria dos Prazeres (Soveral) e Álvaro Silvestre (Guedes), os representantes de uma burguesia rural em desagregação; do outro, a passagem da felicidade à tragédia de Clara (Duarte) e Jacinto (Reys), respetivamente a criada e o cocheiro dos primeiros. Neste sentido, é considerada por José de Matos-Cruz um retrato social típico de um país isolado e pobre, vítima de uma ideologia totalitária. Os críticos de cinema reconheceram aqui uma crítica ao repressivo Estado Novo português, enquanto regime que se fecha para uma sociedade nova e mais humana e se apega às condições tradicionais, lutando para manter o surgimento da modernidade sob controle, e preso na guerra colonial e na sua própria propaganda histórica, o Portugal repressivamente governado não consegue conciliar suas regras externas tradicionais e mundos emocionais internos e necessidades atuais. O corte, os contornos precisamente desenhados das imagens em preto e branco e o tom agudo foram citados pela crítica como os meios deste filme para transmitir essas conexões de forma enfática, apesar da censura.
O clima do filme é deprimido, apesar da calma e resignação composta das pessoas, há repetidos surtos de violência verbal e física, às vezes dramática. Esse ambiente cinzento e frio marca insistentemente o filme, mergulhando as personagens numa atmosfera imprecisa e criando uma paisagem rural quase onírica. Mathias Lavin associa o motivo inicial do bordado e o final da renda com teias de aranha do seguinte modo: "todos os personagens representados estão de facto presos numa teia da qual não conseguem livrar-se, o que permite uma interpretação ideológica mais ampla onde seu destino [imobilidade] se aplica a todo um país que então era mantido sob um regime ditatorial". Acrescenta que o filme se caracteriza por um "lirismo distanciado e áspero, sustentado por uma estilização forte e reivindicada". A adaptação cinematográfica tem sido elogiada por conseguir mais eficazmente construir uma atmosfera a partir dos elementos mais essenciais do romance, como a decadência, culpa e a imobilidade de seus personagens, do que adaptações literárias do cinema brasileiro da década anterior, tais como Capitu ou Menino de Engenho.
Cinéfilos identificam na realização de Fernando Lopes influências de autores como Ingmar Bergman. Ainda assim, o aspeto mais comentado de Uma Abelha na Chuva é a sua montagem não linear evidentemente influenciada pela Nouvelle Vague e os seus reflexos modernistas, como a utilização de foto fixa em diversos momentos. Fernando Lopes recorre a contrastes de ritmo na montagem, à repetição de imagens ou diálogos, a stills, a um som cuja origem é por vezes incerta, dando um filme austero mas musical. Tal contribui para que a narrativa pode não se encontre delineada de modo tão claro. O filme em si não é considerado uma obra neo-realista uma vez que esta sua linguagem cinematográfica é caracterizada pela abstração. São mostradas cenas que permanecem silenciosas ou acompanhadas por um som estranho, cenas com sons diferentes se repetem ou terminam em imagens estáticas. A partir da interação das imagens com os sons, que ora transmitem o mundo interior das emoções e ora os eventos externos, o observador gradualmente reconhece as razões e a natureza dos conflitos. Os disparos longos e observadores deixam espaço para reflexão. Eles permitem que as imagens surjam por si mesmas e permitem que o observador compreenda melhor as pessoas e suas ações.

## Distribuição
Uma Abelha na Chuva teve uma sessão de antestreia a 30 de dezembro de 1971 no Cinema Ferroviário (Barreiro). A sua estreia comercial veio a acontecer apenas a 13 de abril de 1972, pelas 21h45m, no antigo cinema Estúdio, no qual esteve em exibição durante sete semanas. A sala do cinema Estúdio situava-se no último andar do cinema Império e era considerada uma sala de elites por acolher filmes considerados mais intelectuais.
O filme foi editado em DVD pela Madragoa Filmes, em 2002

### Festivais
O filme fez parte, entre outros, da seleção dos seguintes Festivais internacionais de cinema:
- Festival de San Sebastian (1972, Espanha)
- 17° Festival de Cinema de Turim (Retrospettiva Cinema Portoghese, 1970-1999)[23]
- Thessaloniki International Film Festival (novembro de 1999, Grécia)

## Receção

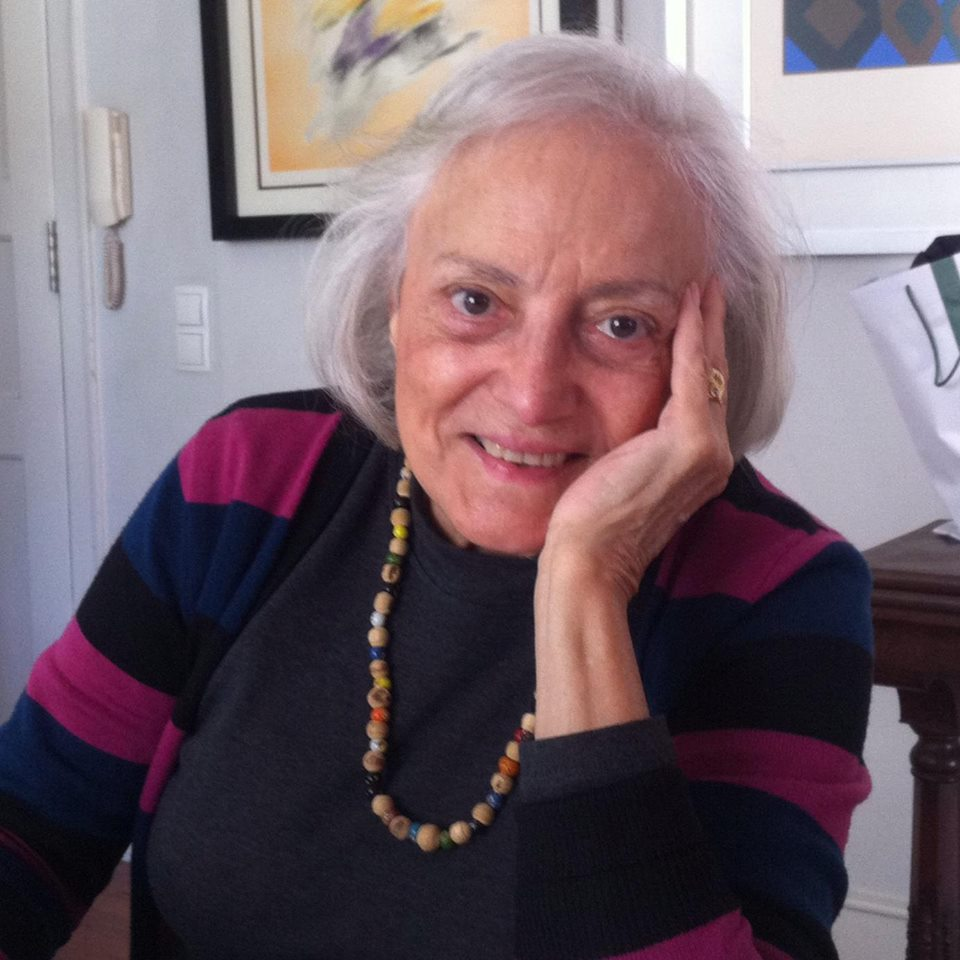
O desempenho de Laura Soveral foi universalmente elogiado pela crítica.

A crítica a Uma Abelha na Chuva foi muito favorável, quase unânime, na ideia de que este era um dos melhores filmes realizados até à data. O Diário de Lisboa resume que a longa-metragem se trata de uma proposta "decisiva para a modernidade que nós, os de hoje, exigimos do cinema português". A edição do "Suplemento Literário" desta publicação compila comentários de intelectuais como Alexandre Babo, que defende: "estamos perante uma obra que pode ombrear com as melhores do cinema actual. Não em termos relativos de cinema português, mas do cinema do mundo." O escritor José Cardoso Pires afirma que "É um filme notável – ferozmente pessoal".
As atuações dos dois atores principais, Laura Soveral e João Guedes, também tiveram destaque. O desempenho de Soveral no filme foi universalmente elogiado pela crítica, considerado insuperável e inesquecível, por ilustrar admiravelmente o problema da comunicação interpessoal inadequada.
A autor do romance homónimo, Carlos Oliveira revelou-se um apreciador da obra cinematográfica, caracterizando-a de "um objecto estético excecional". Acrescenta que "o que Fernando Lopes chama a ‘leitura crítica’ do meu romance acaba afinal por ser a leitura mais profunda de Uma Abelha na Chuva e aquela que, portanto, me agrada mais."
O realizador Fernando Lopes foi destacado também pela crítica especializada, que elogiou a precisão e subtileza com que construiu um drama intimista sobre uma complexa e opressiva relação conjugal. O crítico de cinema Lauro António é dos que fala num "Brilhante exercício de estilo" que estética e narrativamente, cria ruturas com os modelos convencionais do início dos anos 70.
Contemporaneamente, Uma Abelha na Chuva é considerada uma das principais obras do Novo Cinema português. Luís Miguel Oliveira  (Público) destaca o "papel nuclear de Fernando Lopes na definição e consolidação do moderno cinema português - e de certa forma, pese embora o peso histórico de Belarmino, Uma Abelha na Chuva terá tido, nesse processo, um papel mais determinante. Será, eventualmente, a obra-prima de Fernando Lopes" Em concordância, Mário Jorge Torres (Público) escreve que esta é "a obra maior de Fernando Lopes e um dos monumentos do Cinema Novo, já fora de tempo, mas com uma noção rigorosíssima do plano, do "timing" cinematográfico, do uso dramático do som (ou da sua ausência).

### Premiações
| Ano  | Premiação                                              | Categoria             | Trabalho                            | Resultado | Ref.   |
| ---- | ------------------------------------------------------ | --------------------- | ----------------------------------- | --------- | ------ |
| 1971 | Prémio da Secretaria de Estado da Informação e Turismo | Grande Prémio da SEIT | Uma Abelha na Chuva, Fernando Lopes | Venceu    | [ 10 ] |
| 1971 | Prémio da Secretaria de Estado da Informação e Turismo | Melhor Fotografia     | Manuel Costa e Silva                | Venceu    | [ 10 ] |
| 1972 | Prémio João Ortigão Ramos                              | Melhor filme          | Uma Abelha na Chuva, Fernando Lopes | Venceu    | [ 9 ]  |

## Literatura
- Jorge Leitão Ramos: Dicionário do Cinema Português 1962–1988. Editorial Caminho, Lisboa 1989, ISBN 972-21-0446-2.
- Alcides Murtinheira, Igor Metzeltin: Geschichte des portugiesischen Kinos. Praesens Verlag, Viena 2010, ISBN 978-3-7069-0590-9.